# Orancistrocerus bicoloripennis
Orancistrocerus bicoloripennis är en stekelart som först beskrevs av Giovanni Gribodo 1891.
Orancistrocerus bicoloripennis ingår i släktet Orancistrocerus och familjen Eumenidae. Utöver nominatformen finns också underarten Orancistrocerus bicoloripennis matangensis.